# Кабинтили
Кабинтили (англ. Cabinteely; ирл. Cábán tSíle, «хижина Шелли») — пригород в Ирландии, находится в графстве Дун-Лэаре-Ратдаун (провинция Ленстер).